# Langues bataniennes
Les langues bataniennes (voire bashiïques d'un calque anglais) sont un des sous-groupes des langues philippines, le deuxième rameau le plus important en nombre dans la branche malayo-polynésienne des langues austronésiennes. 
Ces langues sont parlées aux Philippines, à l'exception du yami, parlé à Lanyu, une île qui appartient à Taïwan.

## Classification

Les langues philippines, entourées en bleu

Blust (1991) inclut les langues philippines suivantes dans le sous-groupe bashiïque :
- babuyan ou ibatan
- ivatan (en)
- yami